# Bolzana
La Bolzana és un riu del sud-est d'Occitània. Neix a l'Aude a 1.610 metres al costat del Dormidor (comuna de Montfòrt de Bolzana) i desaigua al riu Aglí a Sant Pau de Fenolhet. Corre pels departaments de l'Aude i dels Pirineus Orientals. Els principals afluents són el Babils, el Ginestar i altres rierols alimentats per les aigües del Dormidor i del bosc de la Salvanèra.

## Etimologia
Formes antigues del nom : Bolsana (962), Voulzane, Voulsano (S. XVII).